# Фурії (рід)
Фурії — патриціанський рід Стародавнього Риму. Походив з міста Тускулум. Його представники займали посади  консулів 17 разів, цензорів 4 рази, диктаторів 7 разів, великого понтіфіка — 1 раз. Гілки родини Фуріїв були: Акулеони, Брокхі, Каміли, Філи, Пурпуреони, Кассіпеди, Медуліни, Бібакули, Фуси, Пакіли.

## Найвідоміші представники
- Секст Фурій Медулін Фуз, консул 488 року до н. е.
- Луцій Фурій Медулін, консул 474 року до н. е.
- Квінт Фурій, великий понтіфік 449—431 років до н. е.
- Гай Фурій Паціл, консул 251 року до н. е., учасник Першої пунічної війни.
- Марк Фурій Камілл, військовий трибун з консульською владою 401, 398, 394, 386, 384 й 381 років до н. е., диктатор 396, 390, 389, 368 та 367 років до н. е., розбив у 390 році до н. е. галлів, завоював у 394 році до н. е. місто Вейї, у 344 році до н. е. — місто Фалерії. Мав прізвисько «Другий Ромул».
- Луцій Фурій Камілл, диктатор 350 до н. е., консул 349 року до н. е.
- Луцій Фурій Камілл, консул 338 та 349 років до н. е., захопив Лаціум.
- Публій Фурій Філ, консул 223 року до н. е., переможець галлів,
- Публій Фурій Філ, претор 216 року до н. е., учасник Другої пунічної війни.
- Луцій Фурій Пурпуріон, консул 196 року до н. е.
- Марк Фурій Крассіпед, претор 187 та 173 років до н. е.
- Луцій Фурій Філ, консул 136 року до н. е., красномовець вчений, друг Сципіона Еміліана.
- Марк Фурій Бібакул, давньоримський поет-неотерик часів поета Катула.
- Луцій Аррунцій Фурій Скрибоніан Камілл, консул 32 року, очільник заколоту проти імператора Клавдія в 42 році.
- Фурія Сабінія Транквіліна, дружина імператора Гордіана III.